# Liste der Europaschutzgebiete in Oberösterreich
In Oberösterreich gibt es 23 Natura-2000-Gebiete (Europaschutzgebiete) mit einer gesamten Fläche von 747 km². Die Natura-2000-Gebiete machen etwa sechs Prozent der Landesfläche von Oberösterreich aus.

## Die Natura-2000-Gebiete im Oberösterreichischen Naturschutzrecht
Durch die zwei Europäischen Naturschutzrichtlinien, die Richtlinie 92/43/EWG (Fauna-Flora-Habitat-Richtlinie) und die Vogelschutzrichtlinie (aktuell in Fassung der Richtlinie 2009/147/EG), ist Österreich verpflichtet, Gebiete, die für den gemeinschaftlichen Umweltschutz der Europäischen Union von Interesse sind, zu melden. Diese gelten dann als „vorgeschlagen“ (proposed Site of Community Importance … pSCI) und werden seitens der EU bestätigt, in eine gemeinsame Liste eingetragen und in das Natura-2000-Netzwerk integriert (als Gebiete von gemeinschaftlicher Bedeutung nach der Habitat-Richtlinie … SCI, SAC und als Besondere Schutzgebiete nach der Vogelschutzrichtlinie … SPA – letztere brauchen keine ausdrückliche Bestätigung). Eine gemeinsame Liste der FFH-Gebiete für den alpinen Raum (Alpenkonventionsgebiet) wurde am 25. Jänner 2008 beschlossen.
Die Meldung an die Europäische Kommission erfolgte anfangs durch die Länder direkt, 2003 erstellte Österreich eine gemeinsame Nationale Liste, seither werden von den Landesregierungen einzelne Gebiete nachgenannt.
Es obliegt anschließend den Mitgliedstaaten, geeignete Schutzinstrumente auszuwählen. In Österreich, wo Naturschutz auf Landesebene geregelt, ist, sind das durchwegs eine der landesrechtlichen Schutzkategorien.
In Oberösterreich werden diejenigen Schutzgebiete, die sowohl nach der FFH- wie auch der Vogelschutzrichtlinie ausgewiesen sind, als „Europaschutzgebiet“ bezeichnet (und mit eu… codiert), die Gebiete, die nur einer der beiden Richtlinien folgen, entweder als „FFH-Gebiet“ oder „Vogelschutzgebiet“ geführt (nn…).

## Legende
- Kennziffer des Gebiets (Sitecode 97/266/EG 1.2.)[4]
- Code des Gebiets in der oberösterreichischen Naturschutz-Datenbank und im Naturschutzbuch/GENESYS online/DORIS[5]
- FFH … alle Fauna-Flora-Habitatgebiete (Gebiete gemeinschaftlicher Bedeutung, GGB/SCI)
- VS … alle Vogelschutzgebiete (Besondere Schutzgebiete BSG/SAC)
- Bezeichnung des Gebiets (97/266/EG 1.7.)[4]
- bR … biogeographische Region (Dok. Hab. 95/10):
 A … alpine biogeographische Region (Alpenraum, in etwa Raum der Alpenkonvention)
 K … kontinentale biogeographische Region (restliches Österreich: Alpenvorländer und Granit- und Gneishochland)
- Bezirk … Politische Bezirke, in denen das Gebiet liegt, oder die Anteil haben[6]
- Fl. … Fläche in Hektar (97/266/EG 2.2.)[4]
- Typ … Gebietstyp (97/266/EG 1.1.),[4] Lagebeziehung zu anderen Natura-200-Gebieten (T.)
- seit/LGBl. Nr. … Datum der Meldung, allfällig Bestätigung des Gebiets durch die EK, landesrechtliche Umsetzung: Bekanntmachung und Schutzzielerklärung im Landesgesetzblatt
- Lage … Geokoordinaten des Gebietsmittelpunkts (G.) (97/266/EG 2.1.)[4]
- pA … Vorhandensein von einem oder mehreren prioritären natürlichen Lebensraumtypen und/oder einer oder mehrerer prioritärer Arten im Sinne von Artikel 1 der Richtlinie 92/43/EWG

## Liste der Naturschutzgebiete
| Kennziffer   | Code         | FFH          | BSG (VS.)    | Bezeichnung                                                         | bR           | Bezirk                                           | ha (Fl.)  | Typ (T.)               | seit                     | Lage (G.)                       | pA                     | Anmerkungen (Sort.) |                        |
| ------------ | ------------ | ------------ | ------------ | ------------------------------------------------------------------- | ------------ | ------------------------------------------------ | --------- | ---------------------- | ------------------------ | ------------------------------- | ---------------------- | --- | ---------------------- |
| AT3101000    | eu02         | *            | *            | Dachstein                                                           | A            |                                                  | 14.627,00 | C                      | 2005 (LGBl. 6/2005)      | 47.5 13.666666666667            | *                      | |                        |
| AT3103000    | eu10         |              | *            | Europaschutzgebiet Pfeiferanger                                     |              |                                                  | 140,00    | H                      |                          |                                 |                        | liegt in Teilgebiet von GGB Wiesengebiete und Seen im Alpenvorland (eu06); auch NSG (n048) |                        |
| AT3104000    | eu15         | *            |              | Radinger Moorwiesen                                                 | A            |                                                  | 3,00      | B                      |                          | 47.733333333333 14.3            | *                      | |                        |
| AT3105000    | eu01         | *            | *            | Unterer Inn                                                         | K            | Braunau, Ried                                    | 870,00    | C                      | 2004 (LGBl. 69/2004 BSG) | 48.283333333333 13.25           | *                      | FFH (nn05) mit 864 ha ausgewiesen; vollständig NSG Unterer Inn (n112, 982 ha), auch grenzübergr. mit Bayern Europareservat, sowie Ramsar und IBA Stauseen am Unteren Inn |                        |
| AT3106000    | eu13         | *            |              | Reinthaler Moor (GENISYS: Reinthallermoos)                          | A            |                                                  | 15,62     | B                      |                          | 47.916666666667 13.516666666667 | *                      | link zu DORIS Atlas 4.0, „OEKF05255 : Reinthaler Moor, Eschen-Feuchtwald“ |                        |
| AT3108000    | eu16         | *            |              | Tal der Kleinen Gusen                                               | K            |                                                  | 346,00    | B                      |                          | 48.383333333333 14.466666666667 | *                      | |                        |
| AT3110000    | eu12         | *            | *            | Ettenau                                                             | K            |                                                  | 346,00    | C                      |                          | 48.05 12.783333333333           | *                      | |                        |
| AT3111000    | eu03         | *            | *            | Nationalpark Kalkalpen (1. Verordnungsabschnitt)                    | A            |                                                  | 21.454,00 | C                      |                          | 47.766666666667 14.366666666667 | *                      | |                        |
| AT3122000    | eu05_1       |              | *            | Europaschutzgebiet Oberes Donau- und Aschachtal                     | K            | Eferding, Rohrbach                               | 924,00    | H                      |                          | 48.45 13.9                      |                        | vollst. in ESG Oberes Donau- und Aschachtal (eu05_1, FFH) |                        |
| AT3112000    | eu05_2       |              | *            | Oberes Donautal                                                     | K            | Eferding, Rohrbach                               | 7119,00   | H                      |                          | 48.45 13.9                      |                        | vollst. in ESG Oberes Donau- und Aschachtal (eu05_1, FFH) |                        |
| AT3113000    | eu11         |              | *            | Untere Traun                                                        | K            | Gmunden, Kirchdorf, Vöcklabruck, Wels-Land, Wels | 2.453,00  | J                      |                          |                                 |                        | enthält NSG Almauen (N125) |                        |
| AT3114000    | eu14         | *            | *            | Traun–Donau-Auen                                                    | K            |                                                  | 664,00    | C                      |                          | 48.25 14.35                     | *                      | |                        |
| AT3115000    | eu07         | *            | *            | Maltsch                                                             | K            |                                                  | 348,00    | C                      |                          | 48.616666666667 14.583333333333 | *                      | |                        |
| AT3117000    | eu04         | *            |              | Europaschutzgebiet Mond- und Attersee                               | A            | Vöcklabruck                                      | 6.135,00  | B                      | 2015 (LGBl. 44/2015)     | 47.783333333333 13.483333333333 |                        | |                        |
| AT3118000    | eu19         | *            |              | Salzachauen                                                         | K            |                                                  | 312,00    | E                      |                          | 48.016666666667 12.833333333333 | *                      | anschließend an BSG und GGB Salzachauen (Salzburg AT3223000/AT3209022), mit diesem zusammen IBA Salzachtal (AT036); und BSG Salzach und Inn (Bayern, DE7744301/7744-471) |                        |
| AT3119000    | eu24         | *            |              | Auwälder am Unteren Inn                                             | K            | Braunau, Ried                                    | 550,00    | E                      | 2004                     | 48.283333333333 13.233333333333 | *                      | erweitert das Europaschutzgebiet Unterer Inn (eu01); in grenzübergreifendem Europareservat Unterer Inn mit Bayern, teilweise Important Bird Area Stauseen am Unteren Inn (AT037) |                        |
| AT3120000    | eu17         | *            |              | Waldaist und Naarn                                                  | K            |                                                  | 4.158,00  | B                      |                          | 48.416666666667 14.666666666667 | *                      | |                        |
| AT3121000    | eu09         | *            |              | Böhmerwald und Mühltäler                                            | K            |                                                  | 9.797,00  | B                      |                          | 48.666666666667 13.933333333333 | *                      | |                        |
| AT3123000    | eu08         | *            | *            | Wiesengebiete und Seen im Alpenvorland                              | K            |                                                  | 1.375,00  | I                      |                          | 48.033333333333 13.183333333333 | *                      | zahlreiche Teilgebiete; enthält in Teilgebiet Ibmer Moore BSG Frankinger Moos (nn02) und Pfeifer Anger (nn03), in Salzburg schließen BSG Oichtenriede (AT3202006), GGB Nordmoor am Mattsee (AT3229000, bei oö. NGS n137) und (nicht direkt) GGB Weidmoos (AT3225000) an; umfasst zahlreiche kleine Schutzgebiete |                        |
| AT3124000    | eu06         | *            | *            | Wiesengebiete im Freiwald                                           | K            |                                                  | 2.408,00  | F                      |                          |                                 |                        | |                        |
| AT3126000    | eu18         | *            | *            | Europaschutzgebiet Welser Heide                                     |              |                                                  | 129,00    |                        |                          |                                 |                        | |                        |
| AT3135000    | eu20         | *            | *            | Europaschutzgebiet Quellflur bei Grueb                              |              |                                                  | 4         |                        |                          |                                 |                        | |                        |
| AT3134000    | eu21         | *            | *            | Europaschutzgebiet Planwiesen                                       |              |                                                  | 100       |                        |                          |                                 |                        | |                        |
| AT3133000    | eu22         | *            | *            | Europaschutzgebiet Mösl im Ebenthal                                 |              |                                                  | 2         |                        |                          |                                 |                        | |                        |
| AT3137000    | eu23         | *            | *            | Europaschutzgebiet Unteres Steyr- und Ennstal                       |              |                                                  | 371       |                        |                          |                                 |                        | |                        |
| AT3148000    | eu25         | *            | *            | Europaschutzgebiet Burgberg Losenstein                              |              |                                                  | 1         |                        |                          |                                 |                        | |                        |
| AT3147000    | eu26         | *            | *            | Europaschutzgebiet Hangwälder Ritzlhof                              |              |                                                  | 23        |                        |                          |                                 |                        | |                        |
| AT3146000    | eu27         | *            | *            | Europaschutzgebiet Teichlboden                                      |              |                                                  | 1         |                        |                          |                                 |                        | |                        |
| AT3142000    | eu28         | *            | *            | Europaschutzgebiet Egelsee und Egelseemoor in der Gemeinde Unterach |              |                                                  | 4         |                        |                          |                                 |                        | |                        |
| AT3128000    | eu29         | *            | *            | Europaschutzgebiet Bäche in den Steyr- und Ennstaler Voralpen       |              |                                                  | 473       |                        |                          |                                 |                        | |                        |
| AT3131000    | eu30         | *            | *            | Europaschutzgebiet Leitenbach                                       |              |                                                  | 110       |                        |                          |                                 |                        | |                        |
| AT3145000    | eu31         | *            | *            | Europaschutzgebiet Röll                                             |              |                                                  | 327       |                        |                          |                                 |                        | |                        |
| AT3144000    | eu32         | *            | *            | Goiserer Weißenbachtal                                              |              |                                                  | 1058      |                        |                          |                                 |                        | |                        |
| Gesamt (Fl.) | Gesamt (Fl.) | Gesamt (Fl.) | Gesamt (Fl.) | Gesamt (Fl.)                                                        | Gesamt (Fl.) | Gesamt (Fl.)                                     | 00        | 0 % d. Landesfläche OÖ | 0 % d. Landesfläche OÖ   | 0 % d. Landesfläche OÖ          | 0 % d. Landesfläche OÖ | 0 % d. Landesfläche OÖ | 0 % d. Landesfläche OÖ |

Quelle und Stand: Land Oberösterreich, Doris, Nationale Liste Gesamtmeldung April 2004 (mit erg.), Dritte aktualisierte Liste der EU vom 2. Februar 2010
(G.) Koordinaten nach 2010/42/EK, präziser jew. im NATURA 2000 Data Form
(T.) 97/266/EG 1.1. Gebietstyp:
 A … Ausgewiesenes BSG ohne Verbindung zu anderem Natura-2000-Gebiet
 B … GGB ohne Verbindung zu einem anderen Natura-2000-Gebiet
 C … Die Fläche des GGB entspricht dem ausgewiesenen BSG
 D … BSG, das ein anderes Natura-2000-Gebiet berührt (in anderem Verwaltungsgebiet, GGB oder BSG)
 E … GGB, das ein anderes Natura-2000-Gebiet berührt (in anderem Verwaltungsgebiet, GGB oder BSG)
 F … BSG, das ein GGB beinhaltet
 G … GGB, das vollständig innerhalb eines BSG liegt
 H … BSG, das vollständig in einem GGB liegt
 I … GGB, das ein BSG enthält
 J … BSG, das sich mit einem GGB teilweise überschneidet
 K … GGB, das sich mit einem BSG teilweise überschneidet
(Fl.) Fläche nach Doris oder 2010/42/EK, Flächenangaben je nach Maßstab der Aufnahme abweichend
(Sort.) Sortierbar nach nationalem/internationalem und sonstigem Schutz/alleiniger EU-Schutzstellung
– noch nicht landesrechtlich ausgewiesen